# 彩衣街

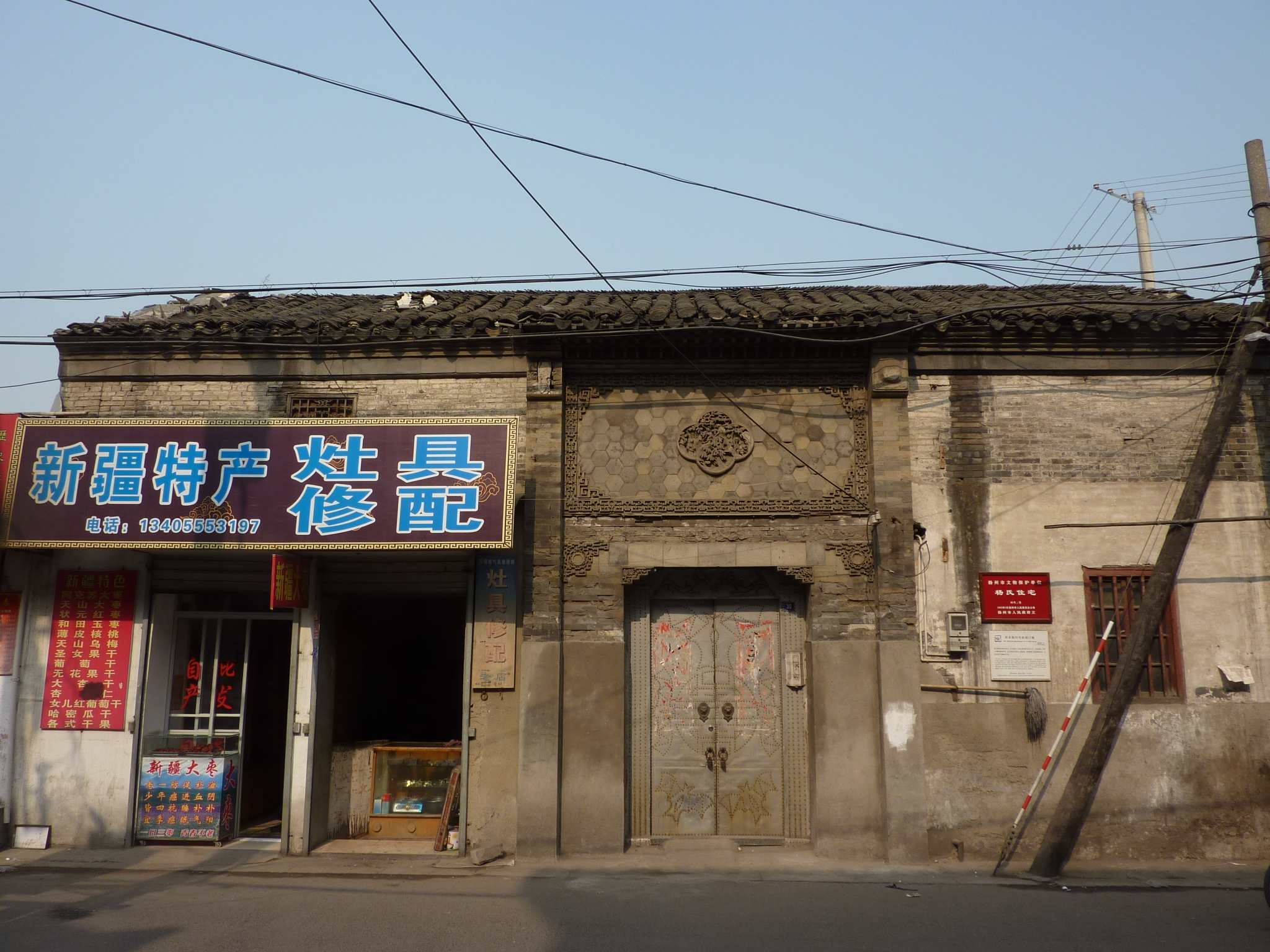
杨紫木住宅砖雕门楼

彩衣街位于江苏省扬州市广陵区，西到大东门桥，东接东关街，是该市一条大致保持传统格局的繁华街道，沿街铺面原多经营丝绸业。目前沿街有大东门桥、张氏住宅（24号）、杨紫木住宅旧址（30号），旌德会馆等多处扬州市文物保护单位，朱草诗林（罗聘故居）则位于弥陀巷内。